# Pfarrkirche Breitenfurt bei Wien-St. Johann Nepomuk

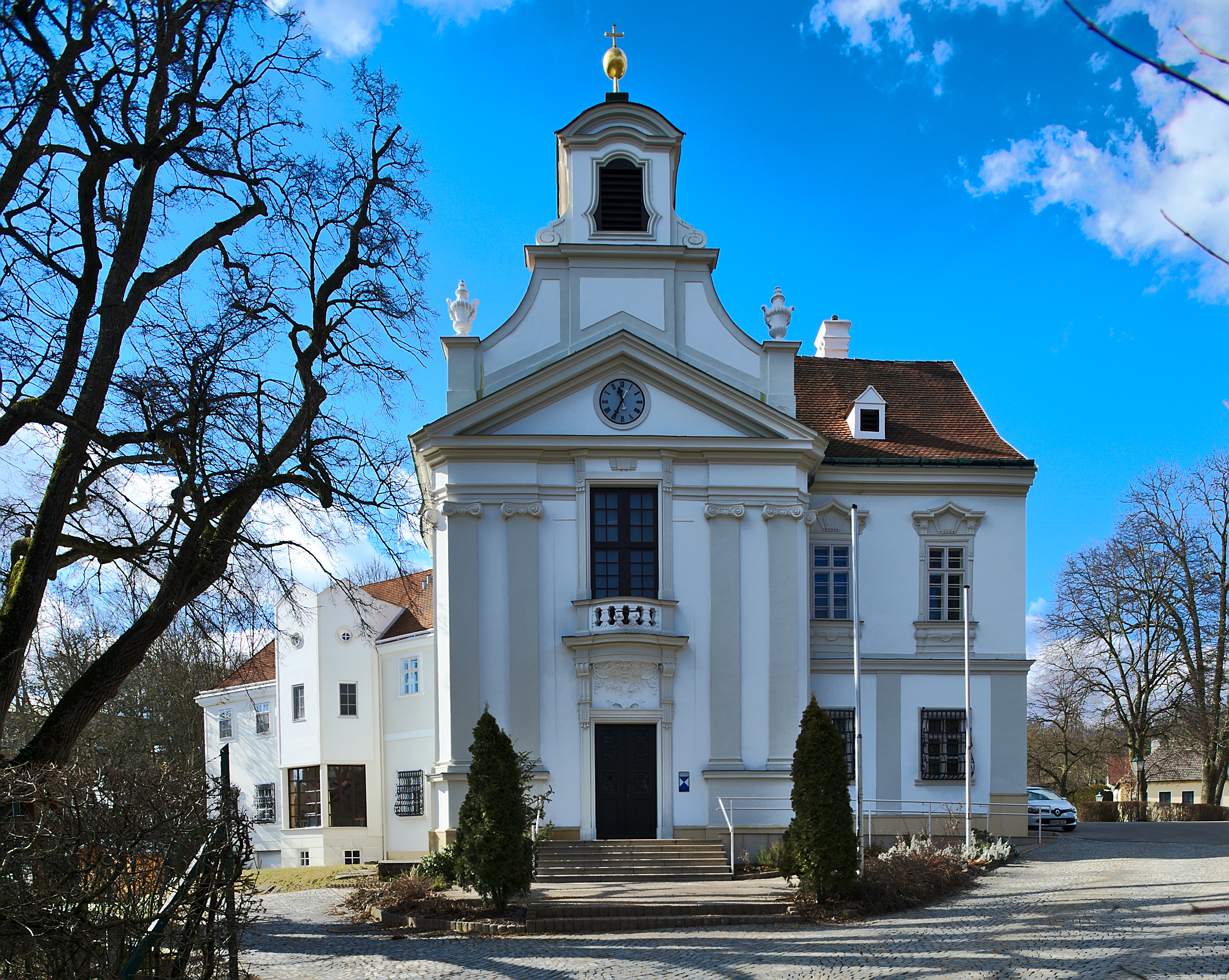
Katholische Pfarrkirche hl. Johannes Nepomuk in Breitenfurt bei Wien

Die Pfarrkirche Breitenfurt bei Wien-St. Johann Nepomuk steht am Kardinal-Piffl-Platz auf einer Anhöhe im Westen der Marktgemeinde Breitenfurt bei Wien im Bezirk Mödling in Niederösterreich. Die dem heiligen Johannes Nepomuk geweihte römisch-katholische Pfarrkirche gehört zum Dekanat Perchtoldsdorf im Vikariat Unter dem Wienerwald der Erzdiözese Wien. Die Kirche steht unter Denkmalschutz (Listeneintrag).

## Geschichte
Das Kirchner`sches Schloss wurde von 1714 bis in die 1730er/1740er Jahre nach den Plänen von Anton Erhard Martinelli im Auftrag von Gregor Wilhelm von Kirchner als Schloss und Spital erbaut. Die ehemalige Schlosskapelle, erbaut von 1714 bis 1724, ist mit Sakristei und Pfarrhof erhalten. Die bedeutende barocke Kirche wurde 1732 geweiht und 1784 zur Pfarrkirche erhoben. 1986/1987 wurde südlich nach den Plänen des Architekten Erwin Plevan ein Pfarrzentrum angebaut. 1939 sowie 1992/1994 wurde die Kirche restauriert.

## Architektur
Die ehemalige Schlosskapelle und heutige Pfarrkirche ist baulich nördlich vom angebauten Pfarrhof und südlich vom angebauten Pfarrheim eingeschlossen.
Die nach Nordosten ausgerichtete Hauptfront der Kirche hat eine klassizierende Gliederung mit einem flachen Dreieckgiebel über Doppelpilastern mit ionisierenden Kapitellen. Das mittige Rechteckportal mit einem aufgesetzten Relief Heiliggeisttaube, darüber eine Fenstertüre mit einer vorspringenden Balustrade, im Giebel ist eine Uhrenziffernblatt, abschließend ein niedriger Turmaufsatz auf Volutenanläufen mit seitlichen Vasen, der Turmaufsatz hat ein geschweiftes Glockenfenster und eine flache Haube. Die Pfarrkirche ist im Norden durch den Pfarrhof verbaut, die mittig vorschwingende Südfront zeigt sich mit Pilastergliederung und Lünettenfenstern. Das 1987 angebaute Pfarrzentrum zeigt sich in traditionellen Formen und hat einen polygonalen Stiegenhaustrakt.
Das Kircheninnere zeigt sich als längsovaler tambourloser Kuppelraum, welcher durch flache Querschiffapsiden und einen seichten Rechteckchor wie auch durch eine seichte Orgelempore an den Hauptachsen erweitert ist. In den Diagonalen wird der Raum durch halbkreisförmige vorschwingende Emporen über rundbogigen Figurennischen gegliedert. Weiters ist der gesamte Raum mit reichem Stuckmarmor mit Pilaster und profilierten Gesimsen in Rosa und Gold und die einheitliche Ausstattung aus der Bauzeit erhalten. Die Orgelempore hat eine flachbogige reich ornamentierte Brüstung. An den Nord- und Südecken gibt es kleine übereck gestellte Oratorien mit stuckmarmorierten Fenstern.
Die Malerei in der Kuppel Apotheose des hl. Johannes Nepomuk und Dreifaltigkeit in scheinarchitektonischer Rahmung malte Daniel Gran (um 1729), die Malerei wurde 1888 von Franz Jobst teils übermalt, und 1992/1994 restauriert. Darunter mit Ädikulen gerahmte Grisaillen mit Szenen aus dem Leben des hl. Johannes Nepomuk: die Beichte der Königin Johanna, Johannes Nepomuk vor König Wenzel und der Sturz des Heiligen in die Moldau.

## Ausstattung
Der Hochaltar und die Seitenaltäre in Nischen an den Symmetrieachsen wurden in die architektonische Gliederung einbezogen. In den diagonalen Rundbogennischen stehen Stuckmarmorstatuen der Vier Evangelisten von Giovanni Giuliani.
Der Hochaltar hat einen Säulenaufbau aus Stuckmarmor mit ionisierenden Kapitellen mit einem verkröpften Sprenggiebelaufsatz. Das Altarblatt hl. Johannes Nepomuk verteilt Almosen an die Armen, gemalt 1732 von Daniel Gran. Der Altargiebel zeigt ein Stuckmedaillon mit dem Relief Johannes der Täufer. Der barocke Tabernakel ist mit Engelsfiguren bekrönt. Der Altartisch zeigt eine Liegefigur hl. Johannes Nepomuk.
Die zwei Seitenaltäre haben stuckmarmorierte Altarblätter, links Kreuzigung Christi flankiert von Engelsfiguren nach der Schule Martino Altomonte, rechts Mariä Verkündigung flankiert von Stifterfiguren der Familie Kirchner-Rosenberg um 1731/1732 von Daniel Gran, der rechte Seitenaltar hat weiters die Seitenstatuen hll. Barbara und Margarete.
Die Orgel mit 6 Registern in einem spätbarocken Gehäuse mit intarsiertem Kasten mit vergoldeten Bandlwerkdekor und bekrönenden Putti zeigt die ehemalige Bezeichnung Johannes Hencke (1726), der Pedalzubau ist aus 1847.
In der nicht zugänglichen Krypta steht der Sarg des 1735 verstorbenen Bauherrn Gregor Wilhelm von Kirchner.